# Giancarlo Gallifuoco
Giancarlo Gallifuoco (Sydney, 12 gennaio 1994) è un calciatore australiano con cittadinanza italiana, difensore del Kuala Lumpur.

## Carriera

### Club
Cresciuto nell’AIS, dopo vari provini svolti in Italia, paese di origine dei genitori, nel febbraio del 2012 viene tesserato dal Tottenham Nell’agosto del 2014 passa allo Swansea City, con cui disputa una stagione nella squadra riserve. Il 25 settembre 2015 firma un annuale con il Melbourne Victory, rimanendo però ai margini della rosa.
Il 5 agosto 2016 si lega al Torquay United per una stagione; resta in National League anche nel campionato successivo, disputato con la maglia del Dover Athletic. Il 27 luglio 2018 firma un triennale con il Rieti, approdando così in Italia.
Nel marzo del 2019, dopo aver abbandonato il Rieti, firma un contratto con i Western Sydney Wanderers club militante nella A-League. Fa il suo debutto con i Wanderers l'8 marzo 2019 nella vittoria per 4-1 contro il Brisbane Roar FC.

### Nazionale
Ha giocato nelle nazionali giovanili australiane Under-17 ed Under-20.
Con la nazionale Under-23 australiana ha disputato la Coppa d’Asia Under-23 del 2016, in cui i Socceroos sono stati eliminati al primo turno.

## Statistiche

### Presenze e reti nei club
Statistiche aggiornate al 7 marzo 2020.
| Stagione                 | Squadra                  | Campionato               | Campionato | Campionato | Coppe nazionali | Coppe nazionali | Coppe nazionali | Coppe continentali | Coppe continentali | Coppe continentali | Altre coppe | Altre coppe | Altre coppe | Totale | Totale | Totale |
| Stagione                 | Squadra                  | Comp                     | Pres       | Reti       | Comp            | Pres            | Reti            | Comp               | Pres               | Reti               | Comp        | Pres        | Reti        | Pres   | Reti   |        |
| ------------------------ | ------------------------ | ------------------------ | ---------- | ---------- | --------------- | --------------- | --------------- | ------------------ | ------------------ | ------------------ | ----------- | ----------- | ----------- | ------ | ------ | ------ |
| 2015-2016                | Melbourne Victory        | AL                       | 3          | 0          | FFA Cup         | 1               | 0               | ACL                | 2                  | 0                  | -           | -           | -           | 6      | 0      |        |
| 2016-2017                | Torquay Utd              | NL                       | 35         | 3          | FACup           | 2               | 0               | -                  | -                  | -                  | FLT         | 1           | 0           | 38     | 3      |        |
| 2017-2018                | Dover Athletic           | NL                       | 45         | 5          | FACup           | 2               | 0               | -                  | -                  | -                  | FLT         | 3           | 0           | 50     | 5      |        |
| lug. -dic. 2018          | Rieti                    | C                        | 15         | 1          | CI-C            | 2               | 0               | -                  | -                  | -                  | -           | -           | -           | 17     | 1      |        |
| gen. -giu. 2019          | Western Sydney           | AL                       | 7          | 0          | FFA Cup         | 0               | 0               | -                  | -                  | -                  | -           | -           | -           | 7      | 0      |        |
| 2019-feb. 2020           | C.C. Mariners            | AL                       | 10         | 1          | FFA Cup         | 1               | 0               | -                  | -                  | -                  | -           | -           | -           | 11     | 1      |        |
| feb. -lug. 2020          | Melbourne Victory        | AL                       | 3          | 0          | FFA Cup         | 0               | 0               | ACL                | 2                  | 0                  | -           | -           | -           | 5      | 0      |        |
| Totale Melbourne Victory | Totale Melbourne Victory | Totale Melbourne Victory | 6          | 0          |                 | 1               | 0               |                    | 4                  | 0                  |             | -           | -           | 11     | 0      |        |
| Totale carriera          | Totale carriera          | Totale carriera          | 118        | 10         |                 | 8               | 0               |                    | 4                  | 0                  |             | 4           | 0           | 136    | 10     |        |

## Palmarès

### Club

#### Competizioni nazionali
- FFA Cup: 1

Melbourne Victory: 2015
- Coppa Malese: 1

Kuala Lumpur:      2021